# Brahmaguptova enakost
Brahmaguptova enakost (tudi Brahmagupta-Fibonaccijeva enakost, oziroma Fibonaccijeva enakost) v matematiki trdi, da je produkt dveh števil, od katerih je vsako vsota dveh popolnih kvadratov, tudi sam vsota dveh kvadratov. Oziroma:
{\displaystyle \left(a^{2}+b^{2}\right)\left(c^{2}+d^{2}\right)=\left(ac\mp bd\right)^{2}+\left(ad\pm bc\right)^{2}\!\,.}
Na primer:
{\displaystyle (1^{2}+4^{2})(2^{2}+7^{2})=30^{2}+1^{2}=26^{2}+15^{2}\!\,.}
Enakost velja za vsak komutativni kolobar, po navadi pa jo uporabljajo v zvezi s celimi števili.
Imenuje se po indijskem matematiku in astronomu Brahmagupti, ki jo je odkril. Kasneje je prešla v arabska in perzijska matematična besedila. Enakost se je pojavila v Fibonaccijevem delu Knjiga kvadratov iz leta 1225. Verjetno je enakost poznal tudi Diofant.
Podobna enakost je Eulerjeva enakost štirih kvadratov. Obstaja tudi enakost osmih kvadratov, ki izhaja od Cayleyjevih števil in ni tako zanimiva za cela števila, zaradi Lagrangeevega izreka štirih kvadratov iz leta 1770, ki trdi, da je vsako pozitivno celo število vsota štirih kvadratov.